# Norialsus spiniferens
Norialsus spiniferens är en insektsart som beskrevs av Van Stalle 1986. Norialsus spiniferens ingår i släktet Norialsus och familjen kilstritar. Inga underarter finns listade i Catalogue of Life.